# Чиралма
Чиралма́, Чаралма, Чара-Алма (узб. Charaolmasoy/Чараолмасой) — горная река (сай) в Бостанлыкском районе Ташкентской области Узбекистана, крупный левый приток реки Ойгаинг. Может рассматриваться как третья составляющая реки Пскем наряду с Ойгаингом и Майданталом.
Площадь бассейна равна 103 км². Среднегодовой расход воды в устье составляет 2,62 м³/с. Средняя высота водосбора — 2700 м. Для устьевой точки коэффициент изменчивости стока составляет 0,470 (за время наблюдений в 1934—1999 годах). В воде почти отсутствуют взвеси, её среднегодовая мутность равна 10 г/м³.
Чиралма берёт начало на Пскемском хребте. Река протекает в горном ущелье, выходя из него в долину лишь на предустьевом участке. Выше впадения проходит в общем северо-западном направлении
В районе урочища Карангитугай Чиралма впадает слева в реку Ойгаинг на высоте около 1480 м, являясь его крупным притоком. Устье сая находится лишь незначительно выше слияния Ойгаинга с Майданталом в реку Пскем. Иногда Чиралма рассматривается как третья составляющая Пскема. Прибрежная местность при соединении трёх рек имеет густую тугайную растительность (тополь, берёза, яблоня, жимолость, антипка) с буйным произрастанием трав, местами — тростниками и вкраплениями крупных экземпляров можжевельника.
По Чиралме имеются находки верхнекембрийских трилобитов (в нижних горизонтах)